# Valom (Groningen)
Valom (Gronings: De Valom) is een buurtschap in de Groningse gemeente Het Hogeland, gelegen in de Uithuizerpolder ten noorden van Uithuizen en Uithuizermeeden. De buurtschap bestaat uit een rij boerderijen die vrijwel allemaal aan de noordkant van de weg liggen. De landerijen die bij die boerderijen horen strekken zich uit tot aan de zeedijk. Het zijn daardoor smalle, maar zeer lange kavels.
Valom is samen met het oostelijker gelegen Heuvelderij onofficieel de noordelijkste plaats van het vasteland van Nederland. De Y-coördinaat van Valom is 607,3 km. Omdat Valom en Heuvelderij officieel niet de status van dorp hebben, geldt het iets zuidelijker gelegen Oudeschip, dat die status wel heeft, als de noordelijkste plaats van het vasteland van Nederland.

## Geschiedenis
In 1827 ontstond door de aanleg van de Noorderdijk de Uithuizerpolder. Ten zuiden van deze dijk verrees de langgerekte buurtschap. In 1876 werd de Eemspolder ten noorden ervan bedijkt en in 1944 de Emmapolder ten noorden daarvan. Volgens overlevering verwijst de naam Valom naar drie huizen in aanbouw die tijdens de stormvloed van 1877 (zie ook Westpolder) 'omvielen'. De buurtschap werd daarop hiernaar vernoemd, later ook officieel.
In de loop der tijd breidde de kleine gemeenschap zich steeds verder uit. Naast boerenarbeiders kwamen er ook kleine middenstanders te wonen. In 1886 werd de bakkerij met de achtkante koren- en pelmolen De Zwaluw van Hendrik Boddé geopend, waarvan het materiaal voor de achtkant afkomstig was van de afgebroken watermolen uit het Friese Terwispel. Tussen 1907 en 1942 had Klaas Sikkema de molen, die op den duur naast molenaar en bakker ook kruidenier, caféhouder, handelaar in veevoeders, veehouder en varkensmester was, evenals zijn opvolger Jacob Start. Nadat verschillende roeden waren versleten draaide de molen vanaf 1943 nog maar met een roede. In 1950 werd de molen gesloopt door de zonen van Klaas Sikkema. Alleen het molenaarshuis resteert.
Na de totstandkoming van de Emmapolder in 1944 werd door de Provinciale Planologische Dienst in 1950 geadviseerd om Valom uit te breiden met tot 100 woningen om er naar schatting 600 mensen te kunnen huisvesten om de polder te bevolken. Door de enorme uitstoot van arbeidskrachten uit de landbouw in die tijd bleek deze planning echter al snel achterhaald en de huizen werden dan ook niet gebouwd.

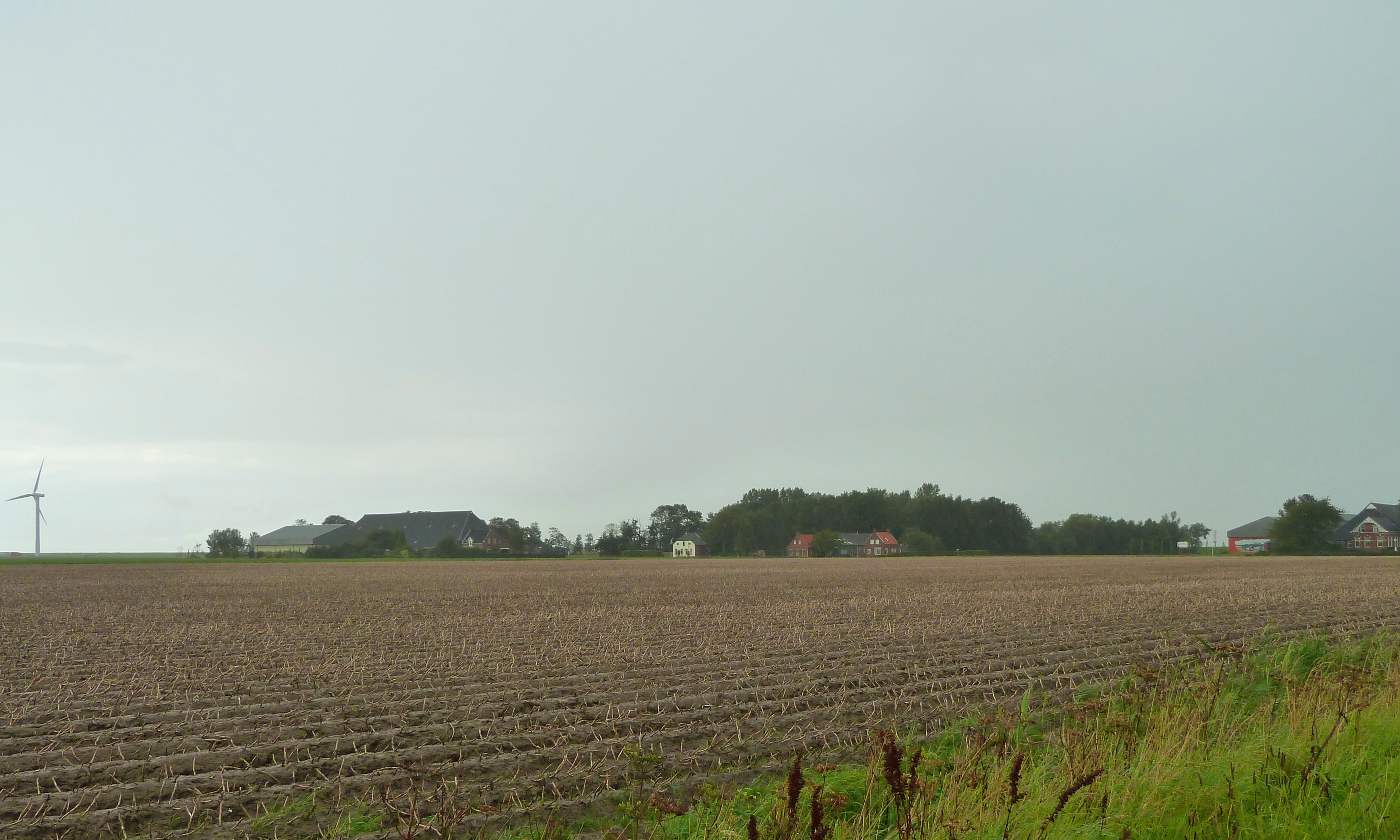
Panorama over Valom
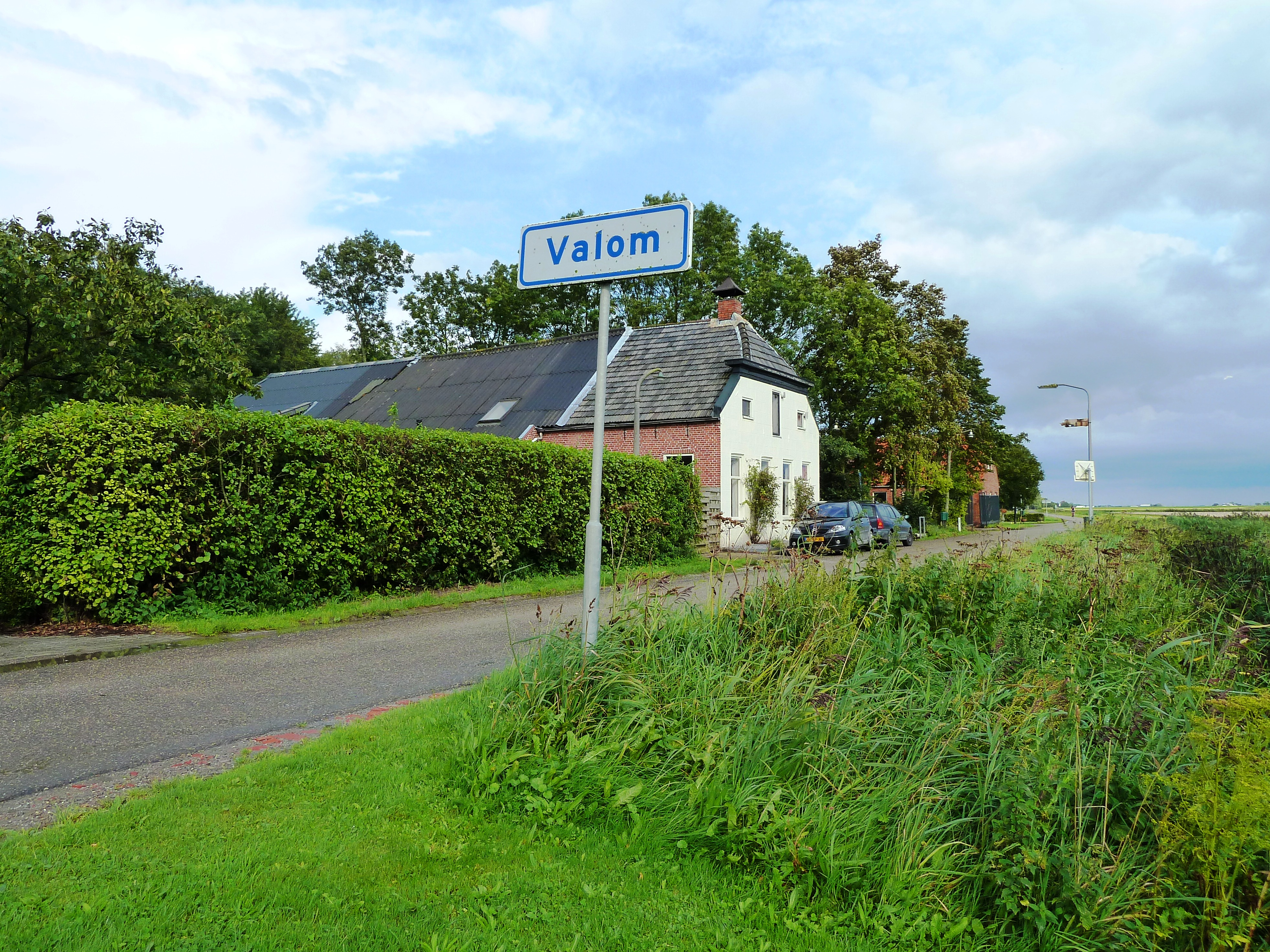
De voormalige bakkerij op de voorgrond. De molen stond achter dit gebouw.